# Un giorno in più (Michele Bravi)
Un giorno in più è un singolo del cantante italiano Michele Bravi, pubblicato il 16 maggio 2014 come primo estratto dal primo album in studio A passi piccoli.

## Descrizione
Il brano è stato scritto da Chris Loco, Natalia Hajjara, Ella McMahon e Andrea Regazzetti.
Il brano è stato presentato dal vivo agli MTV Italia Awards 2014 ed è stato il più votato durante la diretta del programma, vincendo la categoria Best performance. Inoltre è stato presentato anche al programma musicale Battiti live.

## Video musicale
Il video, diretto da Gaetano Morbioli, è stato girato a Sirmione, sulle rive del lago di Garda, ed è stato presentato in anteprima sulla piattaforma Sky il 29 maggio 2014.

## Classifiche
| Classifica (2013) | Posizione massima |
| ----------------- | ----------------- |
| Italia            | 45                |